# Maniakkide Tänav
Maniakkide Tänav (Jõgeva, 30 de diciembre de 1976) es un escritor, poeta y músico estonio adscrito al género de la ciencia ficción. Es un autor que se caracteriza por escribir ficción especulativa —especialmente terror—; su primer trabajo literario lo publicó en 1996 en el periódico Vooremaa.

## Obras

### Novelas
- Mu aknad on puust ja seinad paistavad läbi (2003).
- Surmakarva (2009).

### Obra de teatro
- Elasid, siis surid(2011).

### Cuentos
- Verepulm pritsimajas (1996).
- Surm on lahti (1996).
- Kambavaim, ehk Mees peeglitaguselt maalt (1997).
- Doonorelundid (1998).
- Taadeldus (1998).
- Teoloogiatudengi katse (1998).
- Choronzon (1999).
- Õpetus surnutest (2000).
- Nekromandi kombel (2002).
- Musta mantliga mees (2008).
- Kallis, sa oled hale, nii et miks ei võiks ma su piinad lõpetada? (2008).
- Omadega kuival (2008).
- Unistus (2008).
- Elu kaja (2009).
- Tolmunud soldatid (2011).
- Ajudega töötajad (2011).
- Euromant (2011).
- Võõra laip (2011).
- Sinna ja tagasi: Aeg (2011).
- Sinna ja tagasi: Ruum (2011).
- Apteeker Melchior ja kroomitud masin (2011).
- Ordu ja asum (2012).
- Vanemate nimel (2012).
- Must muna (2012).